# Indeep
Indeep was een Amerikaanse discogroep.

## Carrière
Indeep ontstond in 1982. De groep bestond uit songwriter Mike Cleveland en de zangeressen Réjane Magloire en Rose Marie Ramsey. In 1982 werd Last night a D.J. saved my life uitgebracht. De single haalde de tweede plaats in België en Nederland en een dertiende plaats in het Verenigd Koninkrijk. De opvolger When Boys Talk haalde de 67e plaats in het Verenigd Koninkrijk en de 32e plaats in België. In 1984 ging de band uiteen. Magloire had later vernieuwd succes met de Belgische dance-act Technotronic en maakte een plaat met Peter Slaghuis.

## Discografie
| Single met hitnotering(en) in de Vlaamse Ultratop 50 | Datum van verschijnen | Datum van binnenkomst | Hoogste positie | Aantal weken | Opmerkingen |
| ---------------------------------------------------- | --------------------- | --------------------- | --------------- | ------------ | ----------- |
| Last night a D.J. saved my life                      | 1982                  | 19-02-1983            | 2               | 9            |             |
| When Boys Talk                                       | 1983                  | 04-06-1983            | 32              | 1            |             |
| Buffalo Bill                                         | 1983                  | 27-08-1983            | 32              | 5            |             |

| Single met eventuele hitnotering(en) in de Nederlandse Top 40 | Datum van verschijnen | Datum van binnenkomst | Hoogste positie | Aantal weken | Opmerkingen                                                  |
| ------------------------------------------------------------- | --------------------- | --------------------- | --------------- | ------------ | ------------------------------------------------------------ |
| Last night a D.J. saved my life                               | 1982                  | 12-02-1983            | 2               | 9            | nr 2. Nationale Hitparade / Veronica Alarmschijf Hilversum 3 |

### NPO Radio 2 Top 2000
Van Indeep stond alleen Last Night a D.J. Saved My Life in 1999 in de NPO Radio 2 Top 2000, op plek 1704.